# Tipula (Microtipula) ortoni
Tipula (Microtipula) ortoni is een tweevleugelige uit de familie langpootmuggen (Tipulidae). De soort komt voor in het Neotropisch gebied.